# Xandro Meurisse
Pour les articles homonymes, voir Meurisse.
Xandro Meurisse, né le 31 janvier 1992 à Courtrai, est un coureur cycliste belge. Il évolue au sein de l'équipe Alpecin-Fenix.

## Biographie
Xandro Meurisse naît le 31 janvier 1992 à Courtrai.
Membre de l'équipe Soenens-Construkt Glas en 2012, il court pour Lotto-Belisol U23 en 2013 et 2014, il commence le 1er août 2014 un stage dans l'équipe Lotto-Belisol. Il obtient de nombreuses places d'honneur lors de sa saison 2014 chez Lotto-Belisol U23 : quatrième d'étape au Tour de Bretagne, quatrième au Mémorial Philippe Van Coningsloo, septième du Circuit Het Nieuwsblad espoirs, huitième de l'Internationale Wielertrofee Jong Maar Moedig, neuvième du Circuit de Wallonie et onzième de la Flèche ardennaise.
Il annonce le 10 novembre 2014 avoir été recruté par l'équipe An Post-ChainReaction pour un an. Il déclare « C'est la première proposition de contrat professionnel que j'ai reçue, c'était une chance unique que je devais saisir ». Il apprécie le fait qu'en entrant dans cette équipe, il disputera nécessairement plus de courses qu'un coureur provenant d'une équipe à gros effectif comme Topsport Vlaanderen-Baloise ou Wanty-Groupe Gobert. 
Fin 2015, il signe un contrat avec l'équipe continentale belge Crelan-Vastgoedservice.

### Wanty-Gobert (8.2016-2020)
Stagiaire chez Wanty-Groupe Gobert depuis le 1er aout 2016, il signe un contrat de deux ans avec cette formation.
Au mois d'août 2017, il termine troisième de la Course des raisins.
En août 2018, il termine sixième du championnat d'Europe sur route à Glasgowet remporte la Course des raisins devant Oscar Riesebeek et Jimmy Janssens.
En 2019, Xandro Meurisse participe pour la première fois de sa carrière au Tour de France. Il y signe une très belle prestation en terminant trois fois dans les dix premiers lors des troisième, sixième et huitième étapes, des étapes pour puncheurs. Il est encore 13e du classement général au soir de la 17e étape. Il terminera finalement à la 21e place.
En 2020, il remporte la 1re étape ainsi que le classement général du Tour de Murcie disputé sur deux étapes. 

### Alpecin-Fenix/Deceuninck (depuis 2021)
En 2021, il court pour Alpecin Fenix. Il s'impose sur le Tour de Vénétie en battant au sprint Matteo Trentin et Alberto Dainese.
Il ne compte plus de victoire depuis 2021 mais réalise une bonne fin de saison 2024 en terminant cinquième du Tour du Piémont puis en se classant pour la première fois dans le top 10 d'un Monument, avec une 10e place au Tour de Lombardie où il s'est retrouvé pendant quelques kilomètres seul en tête de la course avant l'attaque de Tadej Pogačar à 48 kilomètres de l'arrivée. Il confirme sa bonne forme de la fin de saison en montant sur le podium pour une deuxième place sur le Tour de Vénétie, battu par Corbin Strong ainsi que pour une troisième place à la Veneto Classic.

## Palmarès sur route

### Par années
- 2010
  - 3e du championnat de Flandre-Occidentale sur route juniors
- 2013
  - 4e étape de l'Okolo Jižních Čech
  - 2e du championnat de Flandre-Occidentale sur route espoirs
- 2014
  - 3e étape du Triptyque ardennais
  - 3e du championnat de Flandre-Occidentale du contre-la-montre espoirs
  - 3e d'À travers les Ardennes flamandes
- 2016
  - 4e étape des Quatre Jours de Dunkerque
  - 3e des Quatre Jours de Dunkerque
- 2017
  - Stadsprijs Geraardsbergen
  - 2e de la Volta Limburg Classic
  - 2e de À travers les Ardennes flamandes
  - 3e de la Course des raisins
- 2018
  - Course des raisins
  - 2e du Circuit de la Sarthe
  - 6e du championnat d'Europe sur route
- 2020
  - Tour de Murcie : 
    - Classement général
    - 1re étape
- 2021
  - Stadsprijs Geraardsbergen
  - Tour de Vénétie
- 2022
  - 3e du Grand Prix de l'industrie et de l'artisanat de Larciano
  - 3e du Circuit Cycliste Sarthe-Pays de la Loire
- 2024
  - 2e du Tour de Vénétie
  - 3e de la Veneto Classic
  - 10e du Tour de Lombardie
- 2025
  - 10e de la Classique de Saint-Sébastien

### Résultats sur les grands tours

#### Tour de France
3 participations
- 2019 : 21e
- 2021 : 29e
- 2025 : 22e

#### Tour d'Espagne
2 participations
- 2022 : 39e
- 2024 : 55e

### Classements mondiaux
| Année                                 | 2013 | 2014 | 2015 | 2016 | 2017 | 2018 | 2019 | 2020 | 2021 | 2022 | 2023 | 2024 |
| ------------------------------------- | ---- | ---- | ---- | ---- | ---- | ---- | ---- | ---- | ---- | ---- | ---- | ---- |
| Classement mondial                    |      |      |      | 161e | 119e | 118e | 341e | 151e | 281e | 188e | 540e | 174e |
| UCI Europe Tour                       | 647e | 499e | 514e | 47e  | 35e  | 25e  | 276e | 124e | 238e | 155e | nc   | 142e |
| UCI Asia Tour                         | nc   | nc   | nc   | nc   | nc   | 646e |      |      |      |      |      |      |
|                                       |      |      |      |      |      |      |      |      |      |      |      |      |
| Légende : nc = non classéSource : UCI |      |      |      |      |      |      |      |      |      |      |      |      |

## Palmarès en cyclo-cross
- 2009-2010
  - Grand Prix Mario De Clercq juniors, Renaix
  - Kasteelcross juniors, Zonnebeke